# Gira
Gira, istniejący od 1905 niemiecki producent sprzętu elektrotechnicznego. Firma została założona w Wuppertalu, ale w 1912 jej siedziba została przeniesiona do Radevormwaldu. Początkowo GIRA produkowała wszelkiego rodzaju łączniki elektryczne i osprzęt konwencjonalny. Od samego początku firma odznaczała się dobrą jakością oferowanych produktów oraz szerokim asortymentem wyglądu urządzeń.
GIRA jest członkiem założycielem stowarzyszenia EIBA, twórcy systemu EIB oraz producentem inteligentnej instalacji elektrycznej - instabus EIB/KNX. Obecnie GIRA zatrudnia około 700 osób w Niemczech a swoje przedstawicielstwa posiada w większości państw na świecie, m.in. cała Europa, Chiny, Rosja, Tajwan, Zjednoczone Emiraty Arabskie, Iran czy Hongkong. W Polsce autoryzowanym przedstawicielem firmy GIRA od 1992 roku jest TEMA 2 Sp. z o.o., która zajmuje się m.in. handlem, doradztwem i wsparciem technicznym.